# Prothaplocnemis anthracina
Prothaplocnemis anthracina är en tvåvingeart som först beskrevs av Becker 1902.  Prothaplocnemis anthracina ingår i släktet Prothaplocnemis och familjen svävflugor. Inga underarter finns listade i Catalogue of Life.